# Sinfonia
Sinfonia er italiensk for en symfoni; ouverture.
I det 17. og 18. århundrede blev navnet anvendt som titel på instrumentalværker af skiftende karakter.
I barokmusik betegner sinfonia en orkesterindledning til en opera.